# District de Huangpi
Le district de Huangpi (黄陂区 ; pinyin : Huángpí Qū) est une subdivision administrative de la province du Hubei en Chine. Il est placé sous la juridiction de la ville sous-provinciale de Wuhan.
C'est dans ce district qu'a été découvert le site antique de Panlongcheng.
C'est dans ce district que se situe l'aéroport international de Wuhan Tianhe.

## Dialecte
Le Huangpihua 黄陂话 est un dialecte particulier à ce district. qui a quelques différences avec le Wuhanhua. Les tons ne sont notamment pas les mêmes. Il y a cependant assez peu de différences pour que les personnes parlant ces différentes variantes puissent aisément se comprendre.

## Personnalité
- Chen Bilan une trotskiste chinoise est née à Huangpi.